# 旺茂镇
旺茂镇，是中华人民共和国广西壮族自治区玉林市博白县下辖的一个乡镇级行政单位。

## 行政区划
旺茂镇下辖以下地区：
旺茂村、太阳村、民丰村、石垌村、绿田村、三清村、大康村、康宁村、大寿村和玉李村。